# Aleksandra Ekster
Aleksandra Ekster (ukrainska: Олекса́ндра Е́кстер Олекса́ндрівна, Oleksándra Ékster Oleksándrivna), född Hryhorowycz 18 januari 1882 i Białystok, död 17 mars 1949 i Paris, var en ukrainsk avantgardistisk kubofuturistisk/suprematistisk konstnär och formgivare.

## Biografi
Aleksandra Ekster var dotter till den välbärgade belarusiske affärsmannen Oleksandr Hryhorowycz i Bialystok i Polen, och fick en gedigen privatutbildning i språk, musik och konst i Kiev, bland annat på Kievs konstakademi där hennes lärare var den ukrainske konstnären Mykola Pymonenko. Hon blev vän med de stora ukrainska konstnärerna Oleksandr Bohomazow och Oleksandr Archypenko. År 1903 gifte hon sig med sin kusin, advokaten Mykola Exter, och 1907 flyttade de till Paris, där hon studerade på Académie de la Grande Chaumière. Mellan åren 1908 och 1937 hade hon utställningar i Paris, Rom, Berlin, London, New York, Prag, Kiev, Odessa, Sankt Petersburg och Moskva.
År 1914 deltog Aleksandra Ekster i Salon des Indépendants i Paris tillsammans med Kazimir Malevitj, Oleksandr Archypenko, Vadim Meller, Sonia Delaunay-Terk och andra konstnärer, och i Internationella futuristutställningen i Rom tillsammans med Oleksandr Archypenko, Nikolai Kulbin och Olga Rozanova. År 1915 anslöt hon sig till den avantgardistiska konstnärsgrupperingen suprematisterna.
Efter 1917 års revolution var Aleksandra Ekster en av de ledande avant-gardekonstnärerna i Ukraina. År 1919 arbetade hon och konstnärskollegor med den konstnärliga utsmyckningen av gator och torg i Kiev, och i Odessa för revolutionsfestligheterna i abstrakt stil.
1924 designade hon kostymer och delar av scenografin för science fiction-filmen Aelita. Senare samma år emigrerade hon till Frankrike och bosatte sig i Paris. Aleksandra Ekster anställdes först som professor vid Academie der Moderne och senare, 1926-30 vid Fernand Légers Académie d'Art Contemporain. 1936 deltog hon i samlingsutställningen Cubism and Abstract Art i New York och hade ett antal separatutställningar i Prag och Paris. Från 1936 arbetade hon som bokillustratör för Parisförlaget Groupe Flammarion där hon var verksam fram till sin död 1949.

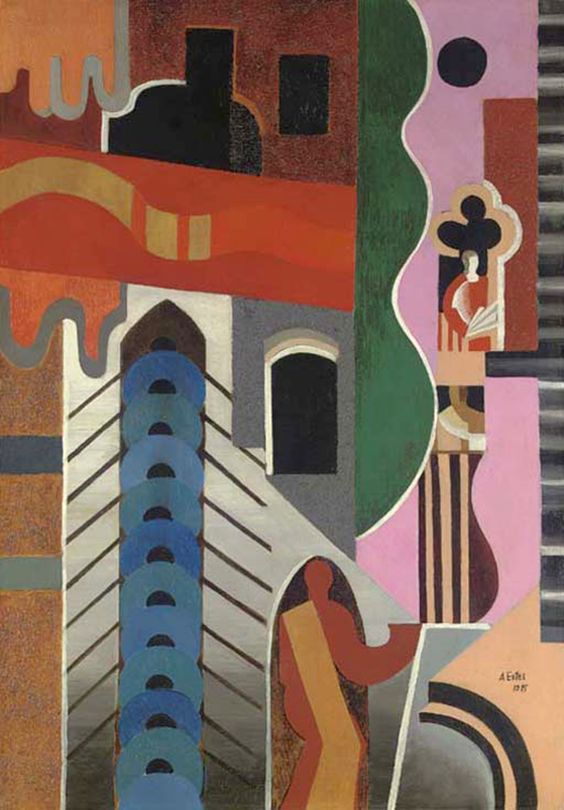
Båten och staden (1925).
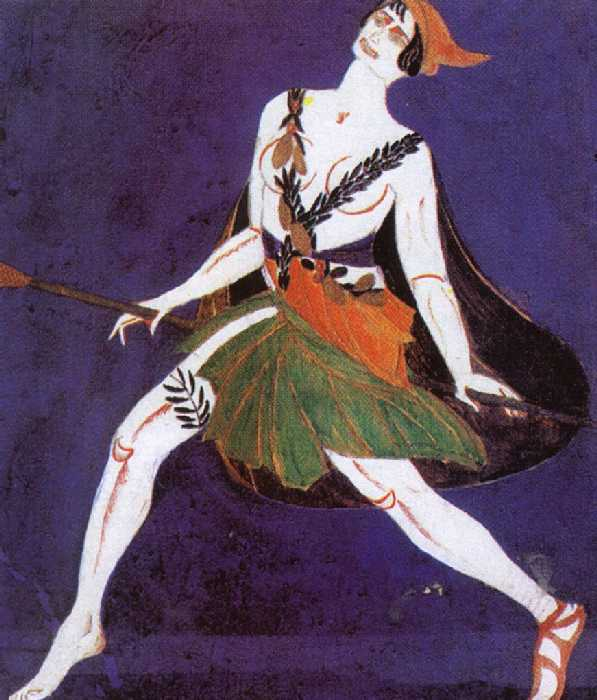
En menad på affisch för Innokentij Annenskijs Famira Kifared på Moskvas kammarteater 1916
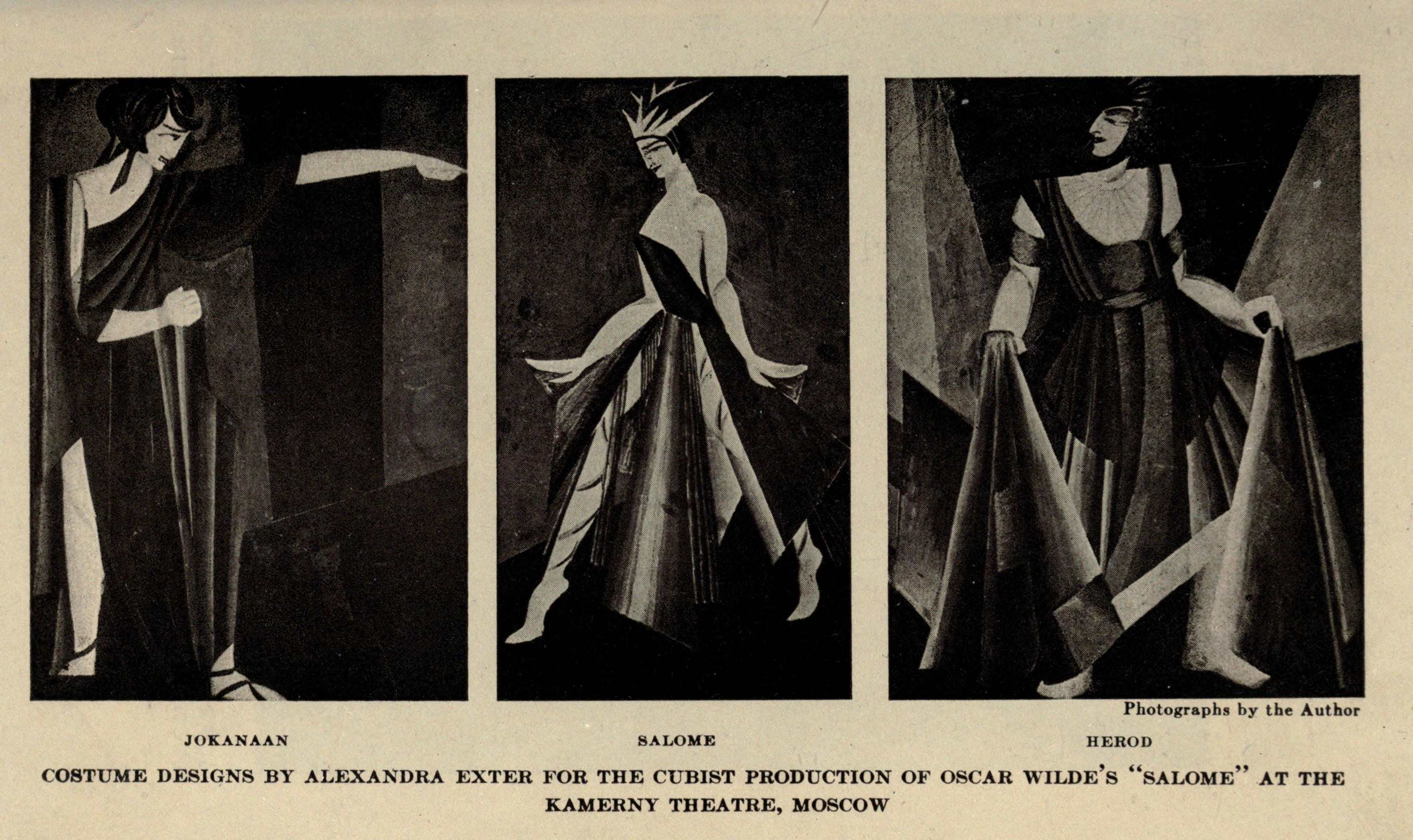
Teaterkostymer ritade av Aleksandra Ekster för uppsättningen av Oscar Wildes Salome 1922 på Kamernyteatern i Moskva.